# حمادی کرومه
حمادی کرومه (به عربی: حمادی کرومة) یک شهرداری در الجزایر است که در استان سکیکده واقع شده‌است.